# 一ノ瀬美咲
一ノ瀬 美咲（いちのせ みさき、6月16日 - ）は日本のレースクイーン・グラビアアイドル。愛称は「みぃみぃ」。

## 来歴
- 兵庫県神戸市東灘区に生まれ育つ[1]。父親が淡路島出身[2]。姉が1人いる[3]。
- 鈴鹿8時間耐久ロードレースに一般公募でレースクイーン参加した際、知り合いの紹介でフロンティアコーポレーションに入る[4]。当時は「一之瀬美咲」名義で活動していた[5]。その後ネットアージュ→プリッツコーポレーション[6]に入る。

## 人物
- 趣味：ダンス・読書・映画鑑賞
- 猫が好き。
- 国語の教員免許の資格を持っている。
- ワイン、日本酒が好き。
- フロンティア時代の同僚だった佐咲愛や藤井晶子と仲が良く、佐咲のブログに度々登場していた[5]。またオーリングオメガレーシングクイーンで一緒だった覚友見[7]とは今でも交流が深く、覚のブログにも度々登場している[8]。
- 佐咲愛とは2007年〜2009年ダイドードリンコのイメージガール　ダイドードリンコマスコットガールで一緒だった。

　　ダイドー主催のプロ野球交流戦でのマウンドパフォーマンスやオープンゴルフのマスコットガールを務めていた。

## 主な活動

### レースクイーン
| 年度   | カテゴリー                   | チーム名                           |
| ------ | ---------------------------- | ---------------------------------- |
| 2006年 | スーパー耐久                 | アサノレーシングレースクイーン     |
| 2007年 | フォーミュラ・ニッポン       | SG5ZIGENレースクイーン             |
| 2007年 | 全日本ロードレース選手権     | ホンダドリームSMIレースクイーン    |
| 2008年 | スーパー耐久                 | オーリンズオメガレーシングクイーン |
| 2010年 | 筑波サーキットイメージガール | 筑波サーキットレースクイーン       |

### イベント出演
| イベント名             | 出演履歴 |
| ---------------------- | --- |
| 東京モーターショー     | 2007年：クラリオン・ザナヴィブース 2009年：DENSOブース                                                                      |
| 大阪モーターショー     | 2005年：プジョーブース 2007年：ハーレー・ダビットソン                                                                       |
| 東京オートサロン       | 2009年：オートバックスブース                                                                                                |
| 大阪オートメッセ       | 2005年：アルパインブース 2006年：ダンロップブース 2007年：HONDAブース 2009年：オートバックスブース 2010年：JUNCTION PRODUCE |
| モーターサイクルショー | 2007〜2010年：ハーレー・ダビッドソンブース                                                                                  |

## 出演

### テレビ番組
- 中居正広の金曜日のスマたちへ（TBSテレビ）
- グラビア天国
- バイク王レギュラー
- パチンコファイトパチファイガール
- ピグ☆1・ピグスタ学園（エンタ!371）

### ラジオ
- 高見こころの危険な妹（たち）

### DVD
- DVDアイドルパラダイスVol2.13
- サブラ2007トップレースクイーン編

### 広告
- JRグループ - JR旅サプリ
- 三洋電機 - ホームビューカメラ
- パナソニック - Let's note

### その他
- グラビア　プリンセスコレクション
- アイドルコンテンツ　DOMIRU
- ダイドードリンコマスコットガール　イメージガール（2007年 - 2009年）
- アパレルブランド Dear Princess モデル